# Eremisca trivialis
Eremisca trivialis là một loài ruồi trong họ Asilidae. Eremisca trivialis được Lehr miêu tả năm 1987. Loài này phân bố ở vùng Cổ Bắc giới.